# Joel Cohen (scénariste)
Joel Cohen ne doit pas être confondu avec le scénariste des frères Coen, Joel Coen.
Pour les articles homonymes, voir Cohen et Joel Cohen.
Joel Cohen est un scénariste américain, occasionnellement producteur, acteur et réalisateur. Il cosigne très fréquemment ses scénarios avec Alec Sokolow.

## Filmographie

### Cinéma
Scénariste
- 1983 : Hot Money (en)
- 1987 : Sister, Sister (en)
- 1988 : Pass the Ammo
- 1995 : Toy Story
- 1998 : Argent comptant
- 1999 : Goodbye Lover
- 2003 : Treize à la douzaine
- 2004 : Garfield
- 2006 : Garfield 2
- 2007 : Evan tout-puissant
- 2007 : Daddy Day Camp
- 2023 : Les Inséparables

Producteur
- 2008 : Gnomes and Trolls: The Secret Chamber (en)

Réalisateur
- 1995 : Monster Mash

Acteur
- 1983 : Les envahisseurs sont parmi nous
- 1984 : Silver City (en)
- 1997 : Eight Days a Week

## Ludographie
Scénariste
- 2003 : Freaky Flyers
- 2011 : Skylanders: Spyro's Adventure

## Distinctions
Récompenses
- Annie Award :
  - Meilleur scénario 1996 (Toy Story)

Nominations
- Oscar du cinéma :
  - Oscar du meilleur scénario original 1996 (Toy Story)
- Saturn Award :
  - Saturn Award du meilleur scénario 1996 (Toy Story)
- Prix Hugo :
  - Meilleur film 1996 (Toy Story)